# Embalse de Kinder
El embalse de Kinder es un depósito público de almacenamiento de agua en el borde occidental de la meseta de Kinder Scout en Derbyshire, Inglaterra. El embalse se encuentra en la cabecera del valle del río Kinder, 278 metros (304 yd) sobre el nivel del mar y 3 kilómetros (1,9 mi) al noreste del pueblo de Hayfield. Es propiedad de United Utilities Group PLC.

## Detalles
El embalse es alimentado por el río Kinder y por la corriente que fluye sobre varias cascadas pequeñas por el valle de William Clough, que es propiedad del National Trust. El embalse suministra agua potable y actualmente es propiedad y está operado por United Utilities. El embalse tiene una capacidad de almacenamiento de 3219 hm³ y una superficie de 18 ha.
Stockport Corporation contrató a Abram Kellet de Ealing para construir el embalse de Kinder, para complementar el suministro de agua público local. El sitio sobre Hayfield fue seleccionado por el ingeniero James Mansergh y el depósito se construyó entre 1903 y 1911. Las dificultades con la geología llevaron a un cambio en el diseño en 1905 de una presa de mampostería a una presa de tierra. Luego de disputas financieras en los tribunales, Stockport Corporation rescindió su contrato con Kellets y nombró a GH Hill and Sons en 1908 para completar la construcción. Se abandonaron dos fincas para dar paso al embalse. Dos leyes del Parlamento aprobaron el ferrocarril de ancho estándar que se construyó para transportar materiales y trabajadores de la marina al sitio de construcción. Se desarrolló un pequeño asentamiento de chozas temporales para los trabajadores y sus familias. El embalse se inauguró oficialmente el 11 de julio de 1912.
La casa del filtro (construida al lado del depósito en c.1910) fue desmantelada en 1996, cuando el agua comenzó a canalizarse a las obras de tratamiento de agua Wybersley recién construidas en High Lane, cerca de Stockport. A pesar de que la casa del filtro de Kinder es un ejemplo "notable" de la arquitectura municipal de principios del siglo XX, la evidencia fotográfica muestra que los propietarios actuales han permitido que se deteriore.
Hay un aparcamiento público en Kinder Road a unos 1,5 kilómetros (0,9 mi) por el valle desde el embalse. Los senderos proporcionan una caminata circular de unos 4 kilómetros (2,5 mi) alrededor del depósito. El terreno más alto alrededor del embalse y Wiliam Clough son un paisaje de páramos de brezo.